# Innuendo (албум)
Innuendo је четрнаести студијски албум британске групе Queen, издат 5. фебруара 1991. Ово је последњи студијски албум групе издат пре смрти њеног певача Фредија Меркјурија.

## Списак песама
Првих пет песама се налазило на страни А, док су се остале налазиле на страни Б.